# Perspektíva

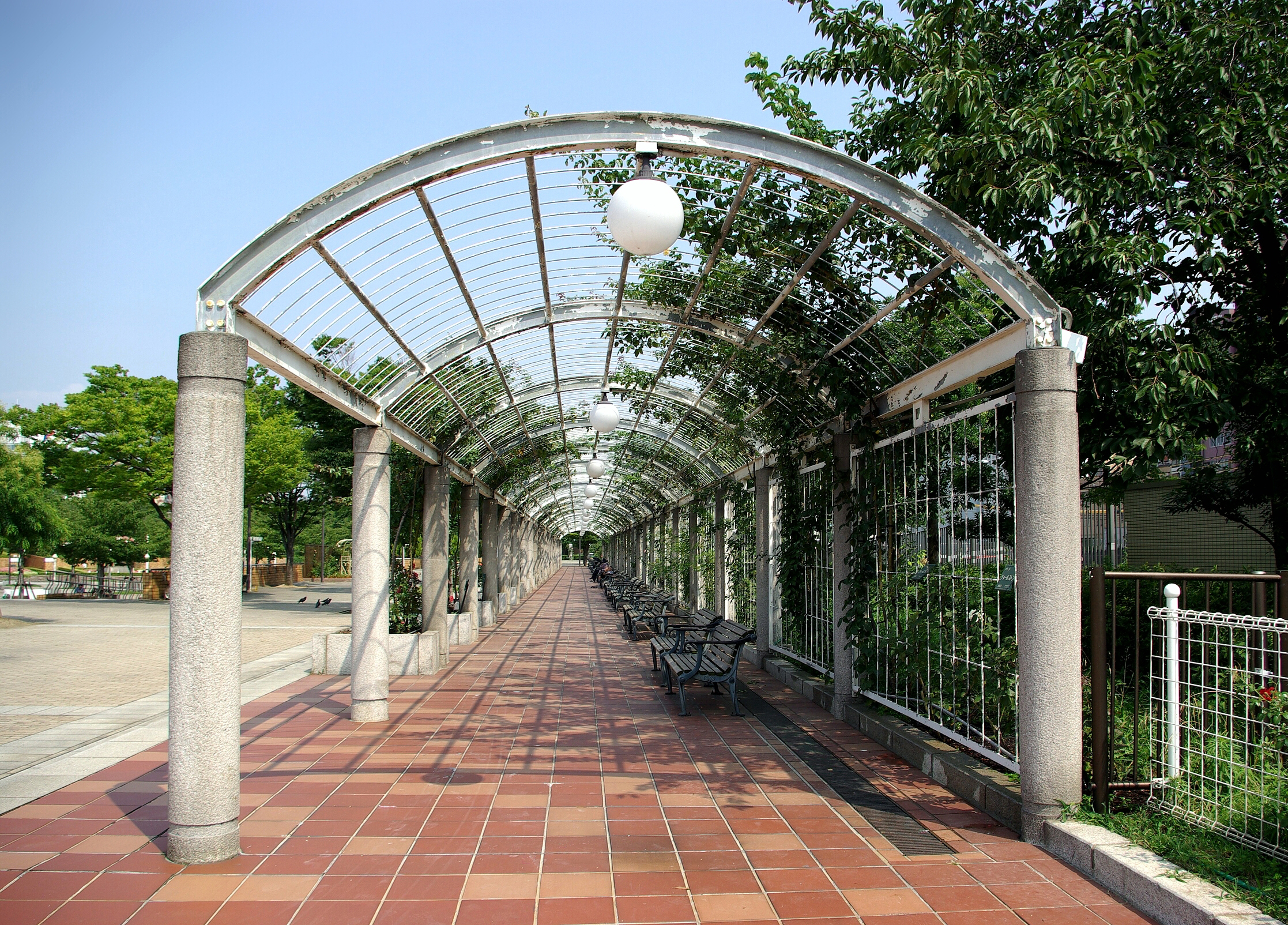
A Tenoji park fényképe, Japán (példa az enyészpontra) (2007)

Perspektíva szónak konkrét és átvitt értelemben is többféle jelentése van. A szó a latin perspiciere (keresztüllát, átlát) származéka, s a képzőművészetbe gyaníthatóan úgy került be, hogy a falfestményeken, a falra akasztott táblaképeken ábrázolt tér látványának valószerűségét fejezték ki vele: olyan, mintha a tájat magát az ablakon keresztül szemlélnénk.
A perspektíva szabályainak megfelelően szerkesztett képen megkülönböztethető a részletek távolsága (távlat), a kép mélysége.
Átvitt értelemben egy terv, életpálya várható sikerességére utal, máskor arra, hogy egy nézőpont elég hatékony a megfigyelt jelenség áttekintésére.

## Jelentése a képzőművészetben
Jelentése a képzőművészetben: tárgyak térbeliségi érzetét keltő ábrázolásmód sík felületen. A szemlélőhöz közelebbiek nagyobbnak, a távolabbiak kisebbnek látszanak, a mélységbe vezető vonalak pedig egymáshoz közelednek, és látszólag egy távoli pontban, az ún. enyészpont-ban futnak össze. Ha mindez geometriai precizitással párosul, akkor érvényesül a centrális perspektíva, a korai reneszánsz (quattrocento) nagy felfedezése ez (lásd pl. Piero della Francesca toszkán festő alkotásait, s főleg Leonardo da Vinci alkotásait, Utolsó vacsora c. képén a kép minden perspektíva vonala pontosan a geometriai középpontba vetül, Krisztus arcára). A közvélemény leginkább e korai reneszánsz perspektíva fogalmát ismeri, holott már korábban is törekedtek a művészek a perspektívahatás érzetének benyomását kelteni a méretkülönbségek alkalmazásával (lásd pl. Masaccio freskóit).
A szokványos nézőponttól eltérő esetben ismeretes a békaperspektíva, amely a nagyon alacsonyról ábrázolt jelenetekre vonatkozik, ennek ellentéte a madártávlat, azaz a fentről, a magasból való ábrázolás (lásd pl. Camille Pissarro párizsi városképeit). A távlati hatást a rövidülés, a színtávlat és a légi perspektíva is támogatja.
Paul Cezanne művészetének megjelenésével a reneszánsz perspektíva egyeduralma megkérdőjeleződött.

## Levegőperspektíva
A perspektíva speciális fajtája, a mélységérzet növelésének eszköze a messze levő tájak ábrázolásánál. A nagyon távoli tájak, hegyek, erdők, építmények, emberek az előttünk levő légréteg miatt halványabbnak, elmosódottabbnak látszanak. A festő a távolabbi látnivalók színét kissé megváltoztatja, például az erdők színét kékes, kékeszöld irányba viszi el, az ég kékjét a horizont közelében fakóbbra, halvány lilára vagy szürkésebbre festi, ezáltal éri el a mélységérzetet.
A fotóművészetben divatosak a légi felvételek, melyek által a monumentális épületek formája, városrészek, terek beosztása vagy tájak felszíne kiválóan megjeleníthető.

## Perspektíva a fotózásban

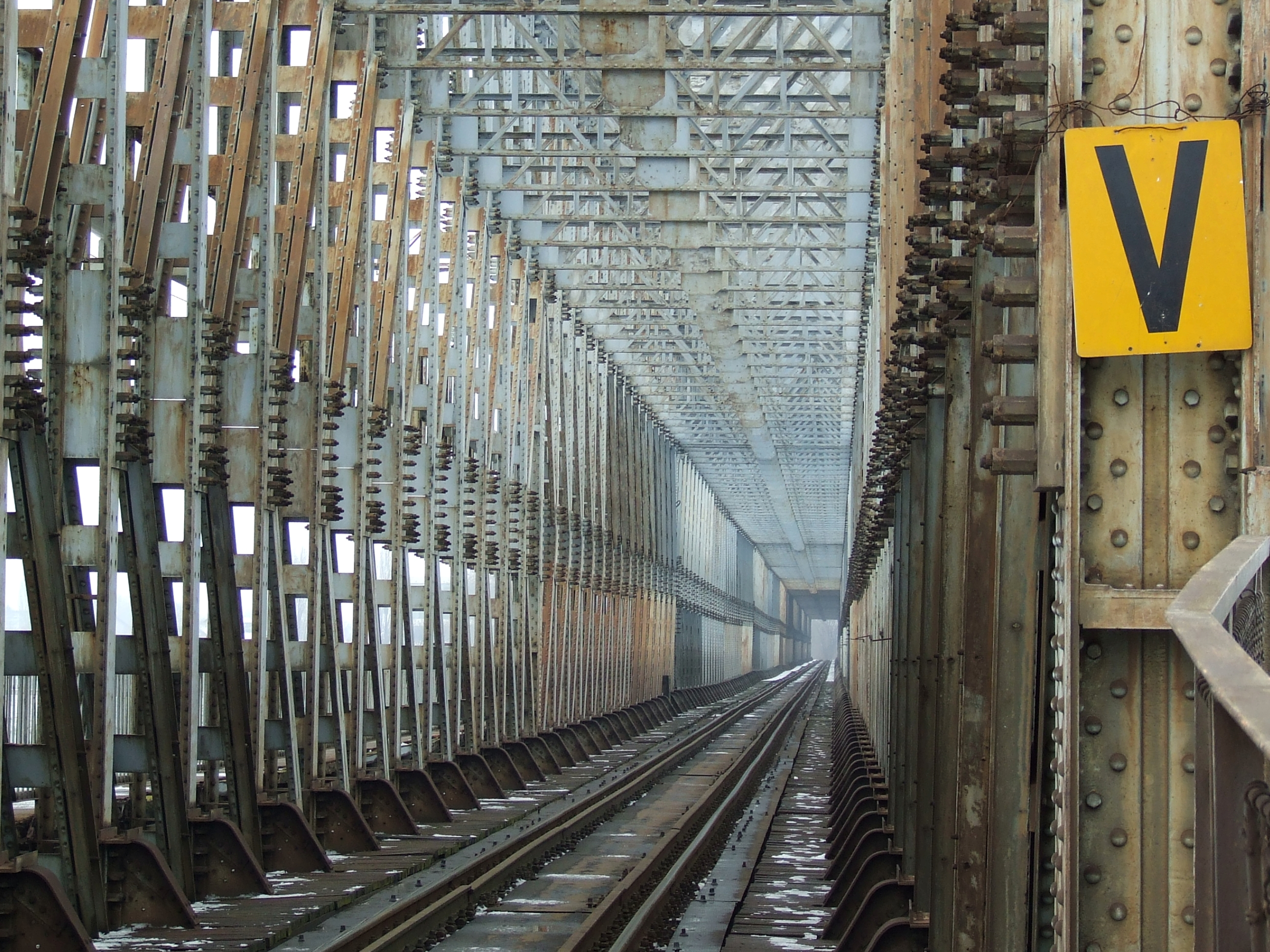
Bakó Ádám: Az esztergomi vonatok a hídra érkezvén lassítani kényszerülnek 2008

A perspektíva megjelenítése fontos szerepet játszik a kép mondanivalója szempontjából a fotózásban is. A kép készítőjének szándéka szerint kitágíthatja vagy összesűrítheti a teret, eltorzíthatja a valóságos arányokat.
Nagylátószögű objektív alkalmazásával a fényképezőgéphez közeli tárgyak aránytalanul nagyobbak, a távolabbiak kisebbek lesznek, a tárgyak közötti távolság látszólag megnagyobbodik, a kép szélein megnyúlnak a tárgyak. Ha közeli függőleges vonalak vannak a képen, és a fényképezőgép érzékelője nem esik azok síkjába, a párhuzamos vonalak (ha lent állunk, általában fent) szemmel láthatóan összetartanak, egy épület esetén a felső rész befelé dőlni látszik.
Teleobjektív alkalmazása esetén nemcsak a távoli tárgyak kerülnek közel a szemlélőhöz, hanem a tárgyak egymáshoz is.
Normál objektív képalkotása perspektíva szempontjából nagyjából megfelel az emberi szem képalkotásának, az ilyen képeket természetesebbnek, hétköznapibbnak érezzük.

## Galéria

### Építészet
- Az enyészpont geometriai ábrázolása
- Az enyészpont rajzos ábrázolása
- Rajz: vasúti sínpár (C, D) találkozik az enyészpontban (A) a horizonton (B)
- Vasúti pálya fényképe egy orléans-i hídon
- A nagyváradi Kanonoksor árkádja

### Festészet
- Piero della Francesca: Krisztus születése[3] (c. 1410/1420)
- Leonardo da Vinci: Utolsó vacsora (1495-1498)
- Michelangelo: Ádám teremtése[4] (1508/1512)
- Albrecht Dürer: Szent Jeromos a dolgozószobájában (1514)

## Külső hivatkozások
- Perspektíva az ókori Görögországban
- A látvány újfajta szerveződése